# Psychothérapie positive
Ne doit pas être confondu avec Psychologie positive.
 (novembre 2018).
La psychothérapie positive (PPT selon Peseschkian, depuis 1977) est une méthode psychothérapeutique développée par le psychiatre et psychothérapeute Nossrat Peseschkian (en) et ses collaborateurs en Allemagne à partir de 1968. La PPT est une forme de psychothérapie psychodynamique humaniste et repose sur une conception positive de la nature humaine. Il s'agit d'une méthode intégrative qui inclut des éléments humanistes, systémiques, psychodynamiques et cognitivo-comportementaux. En 2024, il existe des centres et des formations disponibles dans vingt pays. Il ne faut pas la confondre avec la psychologie positive.

## Description
La psychothérapie positive (PPT) est une approche thérapeutique développée par Nossrat Peseschkian dans les années 1970 et 1980,.
D'abord connue sous le nom d'"analyse différentielle", elle a ensuite été rebaptisée "psychothérapie positive" lorsque Peseschkian a publié son ouvrage en 1977. Le terme "positif" ou "positivus" (du latin) dans la PPT fait référence aux aspects actuels, réels et concrets des expériences humaines.
L'objectif premier de la psychothérapie positive et de ses praticiens est d'aider les patients et les clients à reconnaître et à cultiver leurs capacités, leurs forces, leurs ressources et leur potentiel. Cette approche combine des éléments provenant de diverses modalités de psychothérapie, notamment
- une perspective humaniste sur la nature humaine et l'alliance thérapeutique,
- une compréhension psychodynamique des troubles mentaux et psychosomatiques,
- une approche systémique qui tient compte de la famille, de la culture, du travail et de l'environnement, ainsi qu'une approche pratique, d'auto-assistance et d'éducation.
- un processus thérapeutique en cinq étapes, orienté vers un objectif, qui intègre des techniques issues de différentes méthodes thérapeutiques[3].

La PPT se caractérise par une approche centrée sur le conflit et orientée vers les ressources, qui s'inspire d'observations transculturelles réalisées dans plus de vingt cultures différentes. Se situant entre la thérapie cognitivo-comportementale et la psychothérapie analytique orientée vers le processus, la PPT utilise une approche semi-structurée du diagnostic, du traitement, de l'auto-assistance post-thérapeutique et de la formation.

## À propos du fondateur

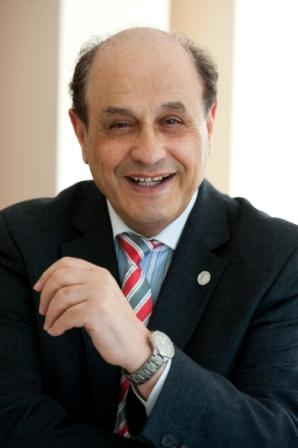
Dr. Nossrat Peseschkian

Nossrat Peseschkian, fondateur de la psychothérapie positive, était un psychiatre, neurologue, psychothérapeute et spécialiste en médecine psychosomatique allemand d'origine iranienne. À la fin des années 1960 et au début des années 1970, il s'est inspiré de diverses sources:
- L'esprit qui régnait à l'époque et qui a donné naissance à la psychologie humaniste et à ses progrès ultérieurs.
- Des interactions personnelles avec des psychothérapeutes et des psychiatres notables et influents tels que Viktor Frankl, Jacob L. Moreno et Heinrich Meng, entre autres.
- Les principes et valeurs humanistes et intégratives de la foi baháʼíe.
- La poursuite d'une approche intégrative, notamment en raison des expériences négatives de conflits entre psychanalystes et thérapeutes du comportement en Allemagne à cette époque.
- Des observations transculturelles approfondies motivées par la recherche d'une méthodologie sensible à la culture.

Peseschkian est lié au développement de l'approche, car sa vie et sa personnalité ont fortement influencé sa création. Peseschkian a été décrit par son biographe comme un "vagabond entre deux mondes".
Selon Peseschkian, le développement de la psychothérapie positive a été motivé par son expérience d'Iranien vivant en Europe depuis 1954. Cette expérience lui a fait prendre conscience des différences de comportement, de coutumes et d'attitudes entre les cultures. Cette prise de conscience a commencé dès l'enfance, lorsqu'il a observé comment ses coutumes religieuses différaient de celles de ses camarades de classe et de ses enseignants musulmans, chrétiens et juifs. Ses expériences l'ont amené à réfléchir sur les relations entre les différentes religions et les différents peuples, et à comprendre que les attitudes proviennent de visions du monde et de concepts familiaux. Au cours de sa formation spécialisée, Peseschkian a assisté à des confrontations entre différentes méthodes psychiatriques, neurologiques et psychothérapeutiques - des expériences qui lui ont appris l'importance de se débarrasser des préjugés.
La psychothérapie positive remonte aux fondements de la psychologie et de la psychothérapie humaniste établis par Kurt Goldstein, Abraham Maslow et Carl Rogers. La forte influence de la psychanalyse et de ses développements ultérieurs, y compris les approches néo-freudiennes, psychosomatiques et focalisées comme celle de Balint, a également façonné la perspective de Peseschkian. En réponse à ces divisions, il a aspiré à construire une métathéorie qui pourrait combler les lacunes entre elles. Simultanément, certains principes de la foi bahá'íe ont fasciné et inspiré Peseschkian tout au long de sa vie. Ces principes englobent l'harmonie entre la science et la religion, le concept bahá'í de l'être humain comme une "mine riche en pierres précieuses d'une valeur inestimable" et la vision d'une société mondiale embrassant la diversité culturelle. Ces principes ont joué un rôle important dans l'élaboration de son œuvre et de sa vision philosophique.
Les progrès de la psychothérapie positive peuvent être attribués à plusieurs facteurs qui ont contribué à son développement au fil du temps. Ces facteurs comprennent les connaissances acquises dans le cadre de la formation médicale continue, les expériences acquises en travaillant avec des patients dans des pratiques psychothérapeutiques et psychosomatiques, les interactions avec des individus de cultures, de religions et de systèmes de valeurs différents, ainsi que la nature diverse et variée des méthodes psychothérapeutiques. Ces expériences cumulées ont abouti à la création de l'"analyse différentielle" en 1969, qui a ensuite été affinée et a émergé en tant que psychothérapie positive en 1977. Les titres des premiers livres écrits par Peseschkian, tels que "Psychothérapie de la vie quotidienne" (1974) et "En quête de sens" (1983), reflètent l'influence de la psychanalyse et des écoles existentielles de psychothérapie sur le développement de la psychothérapie positive. "Therapy" (1980) souligne son développement parallèle à celui de la thérapie familiale systémique au cours des années 1970. Au total, Peseschkian est l'auteur de 29 livres et de nombreux articles sur cette approche, contribuant ainsi à l'abondance de sa littérature et à sa diffusion.

## Introduction
La psychothérapie positive relève du domaine de la psychologie des profondeurs humanistes (psychothérapie psychodynamique). La vision positive de l’être humain en est la base. Elle propose une approche salutogénétique[Quoi ?], humaniste, concentrée et orientée sur les ressources.
La psychothérapie positive est une méthode de psychothérapie fondée sur la psychologie des profondeurs reconnue par le Conseil de l'ordre des médecins de la Hesse, la Société européenne de Psychothérapie (EAP), le Congrès mondial de psychothérapie, la Fédération internationale de psychothérapie ainsi que différents organismes nationaux).[réf. nécessaire]
En 1997, une étude allemande de contrôle de qualité de la psychothérapie positive reçoit par le prix Richard-Merten. 
En 2006, Nossrat Peseschkian a reçu la Croix Fédérale du Mérite.[réf. nécessaire]